# 阿嘉莎·克莉絲蒂自傳
《阿嘉莎·克莉絲蒂自傳》（英語：Agatha Christie: An Autobiography）是英國作家阿嘉莎·克莉絲蒂的自傳，於1977年出版。克莉絲蒂從1950年開始撰寫自傳，一直寫到1965年為止；1976年克莉絲蒂去世後，她的女兒羅莎琳德·希克斯、女婿安東尼及柯林斯出版公司繼續編輯這本自傳，並將之出版。
自傳中敘述了克莉絲蒂的生平經歷，還包括了一些她創作小說的幕後故事。

## 外部連結
- 阿嘉莎·克莉絲蒂自傳 （页面存档备份，存于）在克莉絲蒂官網上的介紹（英文）